# Tzeltalia
Tzeltalia, manji biljni rod iz porodice pomoćnica ili krumpirovki. Postoje samo tri priznate vrste koje rastu na području Meksika i Gvatemale. Rod je opisan tek 1998 godine, a ime je dobio po tamošnjim Tzeltal Indijancima.
Tzeltalia amphitricha i Tzeltalia calidaria nekada su bile uključivane u rod Physalis, dok je posljednja vrsta, Tzeltalia esenbeckii, otkrivena tek 2005 godine

## Vrste
1. Tzeltalia amphitricha (Bitter) E. Estrada & M. Martínez
2. Tzeltalia calidaria (Standl. & Steyerm.) E. Estrada & M. Martínez
3. Tzeltalia esenbeckii M. Martínez & O. Vargas